# Cornelis van Aerssen (1600-1662)

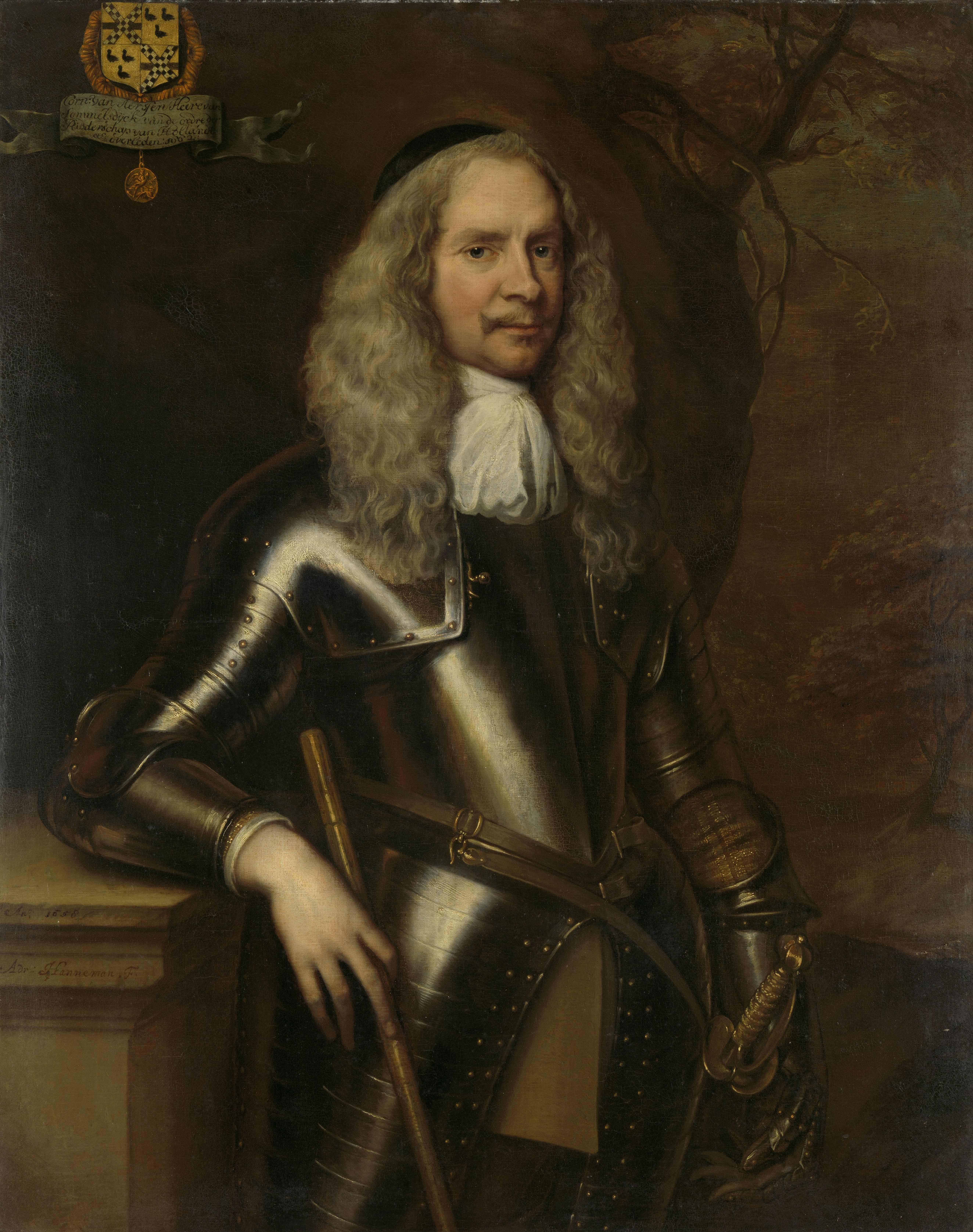
Cornelis van Aerssen door Adriaen Hanneman (1658) Rijksmuseum Amsterdam

Cornelis van Aerssen (Parijs (?) 1600 - Den Haag, 19 november 1662) Heer van Wernhout, Drost van Breda, ridder van St. Michiel, heer van Sommelsdijk, Plaat, Den Bommel en Spijck, gouverneur van Nijmegen, kolonel van een regiment Cavalerie, was een zoon van François van Aerssen en Petronella van Borre. Van Aerssen was een boezemvriend van stadhouder Willem II en hielp hem bij de aanslag op de stad Amsterdam in 1650. Cornelis trouwde op 27 januari 1630 met Lucia van Walta (1610 - 18 juni 1674).

## De aanslag op Amsterdam
De stadhouder, Van Aerssen en Cornelis Musch waren van mening dat Spanje in 1648 alleen door de Vrede van Munster van de ondergang was gered en onvermijdelijk de Spaanse Nederlanden had moeten prijsgeven wanneer de oorlog was voortgezet. In mei 1650 besloten de Staten van Holland met 11 tegen 8 stemmen tot afdanking van troepen, zeer tegen de zin van Willem II. De Staten-Generaal noemden de resolutie van Holland illegaal, waardoor in de Republiek een politieke crisis ontstond. De Staten-Generaal der Nederlanden stelden dat de defensie een taak was van de Unie van Utrecht, en niet van de aangesloten gewesten. Op 20 juli 1650 ontbood de prins Van Aerssen te 's-Gravenhage, om hem mee te delen dat hij besloten had Graaf Willem Frederik van Nassau, Stadhouder van Friesland, met een groep cavalerie naar Amsterdam te laten optrekken. Van deze groep moesten ook Aerssen en een eenheid uit Nijmegen, onder leiding van Frederik Graaf van Dohna deel uitmaken. Aerssen maakte bezwaar vanwege de grote afstand die afgelegd moest worden en wegens de hitte van het jaargetijde maar ging desondanks akkoord. Drie dagen later kreeg hij bevel van de Prins om de troepen in Scherpenzeel op te wachten om ze van daar naar Amsterdam te begeleiden. Aerssen, die zich in Leiden bevond, kreeg opdracht om zich via Amsterdam naar Scherpenzeel te begeven zodat hij de route tussen die twee plaatsen kon verkennen. Gevolg gevend aan die opdracht begaf Aerssen zich op 27 juli van Leiden naar Amsterdam, en vervolgens via Abcoude, Baambrugge, Loenen, Vreeland, Kortenhoef, Hilversum, Soest en Leusden naar Scherpenzeel, waar hij in de middag van 28 juli aankwam. Nadat de ruiterij uit Nijmegen een dag later aan was gekomen, begaf Aerssen zich met de Graaf van Dohna op weg met de bedoeling om in de vroege ochtend van 30 juli in Amsterdam aan te komen. Door een opkomend onweer verdwaalde het grootste deel van de troepen, zodat Aerssen met slechts een klein deel ervan op de afgesproken tijd in Abcoude arriveerde. Graaf Willem Frederik van Nassau wilde met de aanwezige troepen naar Amsterdam trekken maar op aandringen van Aerssen werd gewacht op het restant.
Oud-burgemeester Geelvinck kreeg de weinig benijdenswaardige opdracht de stadhouder de toegang tot de stad Amsterdam te weigeren. De prins vertrapte de brief. Inmiddels was een aantal polders rondom de stad onder water gezet. Zeven oorlogsschepen bij Pampus controleerden de toegang tot de stad en het IJ. Cornelis de Graef en Nicolaes Tulp probeerden met de stadhouder of Willem Frederik van Nassau-Dietz tot overeenstemming te komen, maar keerden onverrichter zake terug van hun tocht naar Abcoude. Het bleek de stadhouder evenwel om de gebroeders Cornelis en Andries Bicker te gaan.
Van Aerssen, een vermogend en invloedrijk man, die de rol van zijn vader probeerde voort te zetten tegenover de Spaansgezinde arminianen van zijn tijd maar veel minder bekwaamheid bezat, verloor na de aanslag op Amsterdam zijn zetel in de Ridderschap op 16 juli 1651.

## Kinderen
- François van Aerssen (29 oktober 1630 - Zierikzee 14 november 1658), heer van Plaat en Spijk, maakte met zijn broer Cornelis en hun gouverneur een grand tour naar Parijs, maar verdronk op de terugweg, naar verluidt vlak voor de kust.
- Cornelis van Aerssen schreef een verslag over deze reis dat mogelijk ook als "Viaje por España" is verschenen.
- Petronella van Aerssen, (27 oktober 1631 - ?) trouwde met Johan van Weevoort, heer van Ossenberg.
- Veronica van Aerssen (8 december 1633 - 28 april 1702) begraven op 9 mei 1702, trouwde met Bruce graaf van Kincardine in Schotland.
- Françoise van Aerssen (Den Haag, 12 januari 1642 - Londen, 11 februari 1720), trouwde met Hendrik van Nassau-Ouwerkerk, heer van Ouderkerk en Woudenberg.
- Henriette van Aerssen, (27 oktober 1647 - ?) trouwde te Rijswijk op 6 november 1678 met haar neef François de Zoete de Lake van Villers heer van Potshoek.[7]
- De ongetrouwde Anna van Aerssen van Sommelsdijk, Maria van Aerssen van Sommelsdijk en Lucia van Aerssen van Sommelsdijk, die zich onder de navolgers van Jean de Labadie schaarden in Wieuwerd. Een van hen verhuisde later naar Suriname om daar een kolonie te stichten.[1]

- Biografisch Portaal: 58494824
- Gemeinsame Normdatei: 103086773
- International Standard Name Identifier: 0000 0000 6135 5551
- Nederlandse Thesaurus van Auteursnamen: 069912203
- Virtual International Authority File: 20084573
- WorldCat: E39PBJhd9Xg7J9KTHhkKTgjV4q